# Савчинське
Са́вчинське — село в Україні, у Захарівській селищній громаді Роздільнянського району Одеської області. Населення становить 194 осіб.
До 17 липня 2020 року було підпорядковане Захарівському району, який був ліквідований.

## Населення
Згідно з переписом 1989 року населення села становило 210 осіб, з яких 95 чоловіків та 115 жінок.
За переписом населення 2001 року в селі мешкали 194 особи.

### Мова
Розподіл населення за рідною мовою за даними перепису 2001 року:
| Мова       | Відсоток |
| ---------- | -------- |
| українська | 55,15 %  |
| молдовська | 40,72 %  |
| вірменська | 2,58 %   |
| російська  | 0,52 %   |
| білоруська | 0,52 %   |
| румунська  | 0,52 %   |